# 조규원
조규원(趙圭遠)은 대한민국의 드라마 작가. 대표작으로 KBS 2TV의 수목 드라마 중에 퍼스트 블록버스터 첩보 액션물인 《아이리스》와 《아이리스 2》가 있고, TV 애니메이션 《마스크맨》과 《마법천자문》이 있다. 사촌 동생은 개그맨 김기열이다.

## 작품 목록

### TV 드라마
- 2005년 SBS 드라마 《서동요》 구성 작가
- 2009년 KBS2 드라마 《아이리스》 극본
- 2011년 KBS2 드라마 《포세이돈》 극본
- 2011년 MBC 드라마 《나는 살아있다》 극본
- 2013년 KBS2 드라마 《아이리스 2》 극본
- 2017년 MBC 드라마 《미씽나인》 원안
- 2019년 MBC 드라마 《이몽》 극본

### 영화
- 2010년 《아이리스 더 무비》 각본
- 2017년 《폐쇄병동》 각본
- 2018년 《메멘토모리》 각본

### 애니메이션 TV 시리즈
- 2003년 SBS 방영 《올림포스 가디언》 극본
- 2005년 MBC 방영 《장금이의 꿈》 기획, 1·2화 극본
- 2005년 KBS2 방영 《마스크맨》 극본
- 2007년 SBS 방영 《슈퍼코리안》 애니메이션 극본
- 2007년 KBS1 방영 특집 《미미와 다다의 미술탐험대》 극본
- 2009년 SBS 방영 애니메이션《일지매》 극본
- 2010년 KBS2 방영 《꼬마신선 타오》 극본
- 2011년 MBC 방영 《마법천자문》 극본

### 소설
- 2010년 《그림자 인형》 출간
- 2013년 《아이리스 제로》 출간